# Volodymyr Stryzhevskyi
Volodymyr Stryzhevskyi (en ucraniano: Володимир Сергійович Стрижевський; Drohóbych, RSS de Ucrania; 4 de mayo de 1953-15 de noviembre de 2023) fue un futbolista y entrenador de fútbol soviético que jugó en la posición de guardameta.

## Carrera

### Jugador
| Periodo   | Club                             |
| --------- | -------------------------------- |
| 1972-1973 | SC Lutsk                         |
| 1974      | FC Zirka Kirovohrad              |
| 1975      | FC Khvylya Khmelnytskyi          |
| 1976      | FC Dynamo Kyiv                   |
| 1977–1981 | FC Dnipro Dnipropetrovsk         |
| 1980      | → FC Kryvbas Kryvyi Rih (cedido) |
| 1982–1984 | FC Kolos Mezhyrich               |
| 1985–1987 | FC Kryvbas Kryvyi Rih            |

### Entrenador
| Periodo   | Club                       |
| --------- | -------------------------- |
| 1992      | FC Kryvbas Kryvyi Rih      |
| 1993      | NK Veres Rivne             |
| 1994–1995 | FC Podillya Khmelnytskyi   |
| 1999–2000 | Access-Esil Petropavlovsk  |
| 2002      | FC Aktobe                  |
| 2003      | Esil-Bogatyr Petropavlovsk |